# Спасское (Ярославский район)
Спасское — село в Ярославском районе Ярославской области России.
В рамках организации местного самоуправления входит в Ивняковское сельское поселение; в рамках административно-территориального устройства включается в Бекреневский сельский округ. Ранее входило в состав Бекреневского сельсовета.

## География
Село расположено на пересечении автодорог Р-132 «Золотое кольцо» и «Спасское — Матвеевское».

## Население
| 1859 | 1989 | 2007 | 2010 |
| ---- | ---- | ---- | ---- |
| 46   | ↗544 | ↘491 | ↘280 |

По состоянию на 1859 год в деревне было 8 домов и проживало 46 человек.
По состоянию на 1989 год в селе проживало 544 человека.
Согласно результатам переписи 2010 года население составляло 280 человек, в том числе 158 мужчин и 122 женщины.

## История
Старое название Спасского — Ярыжницы. После строительства церкви Спаса Нерукотворного (1833 год) село получило название Спасское, что в Ярыжницах (также Спас-Ярыжницы или просто Спасское). Село издавна принадлежало ярославской ветви князей Урусовых. Здесь была расположена их усадьба, дотянувшая до XXI века. Краевед Н. С. Борисов описывал её так: «...старый барский дом — редкий образец деревянной усадебной архитектуры первой половины XIX века. Обшитый тёсом одноэтажный дом, с десятью большими окнами по фасаду и высоким мезонином, выстроен в строгих лаконичных формах. По углам с помощью накладных коротких досок имитирован каменный руст. На южной, фасадной стороне здания существовала открытая веранда. Со стороны двора дом имеет два симметрично расположенных выступа. И общей планировкой, и отделкой дом напоминает небогатые подмосковные усадьбы 20—30-х годов XIX века, и в частности — усадебный дом в Абрамцеве».
По данным Ярославского историко-родословного общества, усадьба была построена в 1832 году на месте старого дома. Заказчиком был действительный статский советник и кавалер князь Семён Никитич Урусов. А производителем работ был ярославский крестьянин Амплей Макарович Ростворов. Стоимость строительства составила 3500 рублей.
В 1830 году в Спасском родился князь Дмитрий Семёнович Урусов, известный русский шахматист и пропагандист игры. А в 1862 году здесь же родился его сын — князь Сергей Дмитриевич Урусов, будущий тверской и бессарабский губернатор, депутат Государственной думы, известный мемуарист.
В последнее время усадьба Урусовых использовалась в качестве лечебного корпуса №6 отделения «Спасское» Ярославской областной психиатрической больницы. В 2010 году здание было уничтожено администрацией больницы.
По данным Борисова, в Спасском сохранился старый парк с прудом и каменный флигель со стрельчатыми нишами над окнами. А на сельском кладбище когда-то стояла каменная Спасская церковь 1833 года, давшая название селу.

## Инфраструктура
Основа экономики — личное подсобное хозяйство. По состоянию на 2021 год большинство домов используется жителями для постоянного проживания и проживания в летний период. Вода добывается жителями из личных колодцев и скважины.
В селе имеется кладбище, таксофон., отделение «Спасское» Ярославской областной психиатрической больницы.
Почтовое отделение №150509, расположенное в деревне Дорожаево, на март 2022 года обслуживает в деревне 30 домов.